# Juraj Tarr
Juraj Tarr (Komárno, 18 febbraio 1979) è un canoista slovacco, vincitore di due medaglie d'argento nel K4 1000 m ai Giochi olimpici di Pechino 2008 e di Rio de Janeiro 2016.

## Palmarès
- Olimpiadi

Pechino 2008: argento nel K4 1000m.
Rio de Janeiro 2016: argento nel K4 1000m.
- Mondiali

Zagabria 2005: argento nel K4 500m.
Duisburg 2007: oro nel K4 500m e bronzo nel K4 1000m.
Dartmouth 2009: argento nel K4 200m e bronzo nel K4 1000m.
Mosca 2014: oro nel K2 500m e nel K2 1000m.
Milano 2015: oro nel K4 1000m.
Montemor-o-Velho 2018: argento nel K4 1000m.
Seghedino 2019: bronzo nel K4 1000m.
- Campionati europei di canoa/kayak sprint

Poznań 2000: argento nel K4 500m.
Poznań 2005: argento nel K4 500m.
Pontevedra 2007: oro nel K4 500m e nel K4 1000m.
Milano 2008: oro nel K4 500m e K4 1000m.
Brandeburgo 2009: argento nek K4 1000m.
Brandeburgo 2014: bronzo nel K2 1000m.
Račice 2015: argento nel K2 500m.
Mosca 2016: oro nel K4 1000m e argento nel K4 500m.
Plovdiv 2017: argento nel K4 500m e bronzo nel K4 1000m.